# Piazza dei Paesi Catalani
La piazza dei Paesi Catalani (in catalano plaça dels Països Catalans) è una piazza circolare che collega le strade di Emili Grahit, Lluís Pericot e il ponte del Font del Rei nella città di Gerona. Nel mezzo c'è una fontana che si illumina di notte ed è stata fermata dal 2011 perché il Consiglio comunale di Girona ha ritenuto che consumasse troppa acqua. Ai lati della piazza si trovano la Chiesa di Sant Josep di Gerona e, di fronte, la Facoltà di Medicina e Infermeria dell'Università di Gerona.